# Boda Dezső
Boda Dezső (rádóczi; Vönöck, 1863. május 9. – Máriabesnyő, 1918. június 22.) magyar jogász, rendőrtiszt, Budapest főkapitánya (1906–1917).

## Pályafutása
Földbirtokos családból származott, a Budapesti Tudományegyetemen 1887-ben államtudományi doktorátust szerzett; ekkor már három éve a Magyar Királyi Rendőrség állományában volt.  1892-ben kapitányi rangot kapott, 1894-ben már az V. kerületi kapitányság vezetőjévé nevezték ki (1950 előtt az V. kerület közigazgatásilag csak a Lipótváros nevű városrészt jelentette). 1902-ben a főkapitányság közigazgatási osztályának vezetője lett, majd 1904-ben rendőrtanácsosi rangot kapott. 1906 elején  Kovács Gusztáv főispánt Debrecenben meglincselték, mire Rudnay Béla fővárosi kapitány Bodát küldte a cívisvárosba, hogy állítsa helyre a rendet. Boda eleget tett a kérésnek, amivel mind a felettese, mind a kormány elismerését kivívta.
1906. március 3-án lett Budapest rendőrfőkapitánya. Ő volt az első a főváros rendőri vezetőinek sorában, akit maga a testület "nevelt ki": első munkahelye volt a rendőrség és végigjárta a ranglétrát, mire megkapta a kinevezését. Számos újítás fűződik a nevéhez: sikerült elérnie a testület létszámának jelentős bővítését (ebben az időben az egymillió fölé duzzadt lakosságú Budapesten mindössze 1700 fős testület vigyázta a rendet). Javította az őrszemélyzet felszerelését és ruházatát, más változások mellett ekkortól hordtak ún. "Zrínyi sisakot" a rendőrök Budapesten. Létrehozta a bűnügyi múzeumot, átszervezte az erkölcsrendészetet és a ma ifjúságvédelemnek nevezett gyermekrendőrséget. Emeltette számos tisztségviselő fizetését, rendeződött a rendőrorvosok helyzete is.
Rendőri vezetősége idején bontakozott ki a munkásmozgalom, több tüntetés és sztrájk is zajlott a fővárosban. Nevéhez kötődik az 1912. május 23-i ún. vérvörös csütörtök is: a helyszínről, személyesen irányította azt a rendőri támadást, amelynek durvasága révén hat halálos áldozata és többszáz sérültje volt a munkások megmozdulásának. Bukását is egy tüntetés okozta 1917-ben. Boda egyik helyettesét – későbbi utódját – Sándor Lászlót bízta meg aznap rendfenntartással, ám miután a tüntetés üzleteket fosztogató zavargássá fajult, Ugron Gábor belügyminiszter előbb Sándort kívánta felelősségre vonni, azonban Boda beadta lemondását, amit a miniszter elfogadott. 1917. július 5-én vonult nyugállományba. Alig egy évvel később elhatalmasodó tüdőbaja okozta halálát.
Három gyermeke volt: Boda Dezső honvéd hadbíró, Andor banktisztviselő, a csak Babyként emlegetett lányát Lázár István mérnök vette feleségül.